# La'Roi Glover
(en) Statistiques sur pro-football-reference
La'Roi Damon Glover, né le 4 juillet 1974 à San Diego, est un joueur américain de football américain.